# Goldman Sachs
Goldman Sachs (listado na Bolsa de Valores de Nova York como The Goldman Sachs Group), também conhecido como GS, Goldman ou The Firm ("A Firma"), é um grupo financeiro multinacional fundado em 1869 por Marcus Goldman, um empresário alemão-americano que, mais tarde, viria a se associar a seu genro, Samuel Sachs.
Com sede mundial na 200 West Street, no Financial District de Manhattan, Nova York, mantém escritórios nos principais centros financeiros do mundo, incluindo Londres, Tóquio e Paris. Oferece serviços de consultoria em fusões e aquisições, finanças empresariais, investimentos de capital e negociações de mercadorias. 
Goldman Sachs tornou-se mais conhecido do público por sua emissão de derivativos financeiros durante a chamada crise dos subprimes e a crise da dívida pública da Grécia, que contribuíram para a crise financeira mundial iniciada 2007.

## Negócios
Goldman Sachs é uma das principais instituições financeiras globais. Presta serviços principalmente a clientes institucionais e, como banco de investimento, dá consultoria a governos, a grandes empresas e a algumas das famílias mais ricas do mundo, destacando-se na gestão de valores mobiliários e investimentos. Também oferece serviço de consultoria sobre fusões e aquisições de empresas, subscrição de ações e outros produtos financeiros. É também um revendedor primário de títulos do Tesouro dos Estados Unidos - isto é, compra os títulos da dívida pública diretamente do governo americano, para negociá-los posteriormente no mercado financeiro.
Mantém escritórios nos principais centros financeiros mundiais, como Londres, Boston, Chicago, Miami, Dallas, Los Angeles, San Francisco, Frankfurt, Zurique, Paris, São Paulo, Bangalore, Bombaim, Hong Kong, Pequim, Cidade do México, Singapura, Salt Lake City, Sydney, Dubai, Madrid, Milão, Calgary, Melbourne, Auckland, Seul, Tóquio, Taipé, Moscou, Tel-Aviv, Toronto e Mônaco.
Entre seus antigos empregados estão três Secretários do Tesouro dos Estados Unidos, incluindo Henry Paulson, que serviu durante o mandato de Bill Clinton e de George W. Bush; Fischer Black, autor da fórmula de Black-Scholes, cujo trabalho recebeu o Nobel de economia; Romano Prodi, duas vezes Primeiro-Ministro da Itália e Presidente da Comissão Europeia, e o atual presidente do Banco Central Europeu, Mario Draghi. Em 2010 contava com 35.700 colaboradores em mais de 20 países.

## Goldman Sachs na crise financeira de 2008
Goldman Sachs tem sido objeto de muita controvérsia e acusações de fraudes ou práticas inadequadas, especialmente desde o início da crise financeira global dos anos 2000 e 2010. Em 2008, no início da crise, esteve na iminência de ir à bancarrota. Em 21 de setembro do mesmo ano, o grupo recebeu autorização do FED para deixar de ser somente um banco de investimento e converter-se em banco comercial. No dia seguinte, o Goldman Sachs e outro grande banco de investimento, Morgan Stanley, confirmaram que havia chegado ao fim a era dos grandes bancos de investimento de Wall Street.
Em 2008, o Goldman Sachs recebeu US$ 10 bilhões do TARP, programa de compra de ativos e ações de instituições financeiras em dificuldades, instituído pelo governo Bush em 3 de outubro de 2008. No dia 12 de outubro, o Goldman declarou que arrecadaria cinco bilhões mediante a venda de novas ações ordinárias aos investidores. O banco também declarou um lucro líquido trimestral de US$ 1,81 bilhão.
Em 16 de abril de 2010, a Comissão de Valores Mobiliários dos Estados Unidos (SEC) acusou o Goldman Sachs de fraude pelas hipotecas subprime. Segundo a SEC, estariam no centro da fraude Fabrice Tourre, vice-presidente do Goldman, e John Paulson, gestor principal do fundo de cobertura (hedge fund) Paulson&Co.

## Goldman Sachs e a crise da dívida pública da Grécia
Goldman Sachs foi considerado como um dos principais atores na ocultação do déficit da dívida pública grega.
Goldman Sachs esteve envolvido na origem da crise da dívida pública da Grécia, pois ajudou a esconder o déficit das contas do governo conservador de Kostas Karamanlis. Mario Draghi, presidente do Banco Central Europeu, era vice-presidente do Goldman Sachs para Europa, com funções executivas, durante o período em que se realizou a ocultação do déficit. Em junho de 2011, Draghi foi questionado pela Comissão econômica do Parlamento Europeu a respeito de suas atividades no Goldman Sachs e do ocultamento da situação da Grécia.
Goldman Sachs é chamado "a hidra", "A Firma" ou "Governo Sachs" por sua habilidade em infiltrar-se nas mais altas instâncias dos estados. Políticos chave dos Estados Unidos e da Europa trabalharam anteriormente para o banco. É o caso, não apenas do presidente do Banco Central Europeu, Mario Draghi, mas também de Mario Monti, Peter Sutherland (ex-diretor geral da Organização Mundial do Comércio), Petros Christodoulou (gerente geral da Agência de Administração da Dívida Pública grega, em 2010, e, em junho de 2012, eleito vice-presidente do Banco Nacional da Grécia), o português Antonio Borges, ex-vice-presidente da Goldman Sachs Internacional (unidade que dirigiu os swaps gregos entre 2000 e 2008), que assumiu a direção do FMI para a Europa, em outubro de 2010; Karel van Miert e Otmar Issing, entre outros. "Colocar Draghi à frente do BCE é como deixar a raposa cuidando do galinheiro", explicou o economista Simon Johnson, professor da MIT Sloan School of Management.
Nos Estados Unidos, o ex-diretor do Goldman Sachs, Robert Rubin, dirigiu o Conselho Econômico Nacional criado por Bill Clinton (1993-1995), antes de se tornar seu Secretário do Tesouro (1995-1999). Sob a presidência de George W. Bush, dois outros ex-proprietários do banco Goldman tiveram papel político importante em diferentes áreas do governo e dentro dos dois principais partidos. Henry Paulson foi, de 2006 a 2009, Secretário do Tesouro (e principal arquiteto do bailout do sistema bancário americano), enquanto Jon Corzine foi eleito senador (democrata) por Nova Jersey em 2000 e governador daquele estado, entre 2006 e 2010. Stephen Friedman, antigo CEO do banco, estava usando três chapéus no momento da crise financeira: era administrador do Goldman Sachs, chefe do President's Intelligence Advisory Board, órgão consultivo do presidente para assuntos de inteligência, e presidente do Federal Reserve de Nova York, órgão que fiscaliza o Goldman Sachs.

## Goldman Sachs no Brasil
A Goldman Sachs veio para o Brasil em 1995 e atualmente atua em assessoria a fusões e aquisições no país. A despeito de sua fraqueza histórica nos demais mercados do Brasil, a companhia está perseguindo um plano de expansão agressivo. Recentemente obteve licença para operar com câmbio, juros e commodities na B3, com aproximadamente 30% das posições em aberto, um avanço que se deve ao fato de o banco já operar com esses ativos no mercado de balcão em Nova York.
Quando iniciou as suas operações no Brasil, o banco viu frustradas as suas tentativas de adquirir as companhias brasileiras Garantia (1998) e Pactual (2006), que acabaram sendo compradas pelos bancos suíços Credit Suisse e UBS. Após essas derrotas, o banco adotou uma nova estratégia de crescimento orgânico, promovendo a transferência de muitas pessoas dos seus escritórios nos Estados Unidos para o seu escritório em São Paulo.
O banco praticamente fechou suas operações no Brasil após um dos principais executivos do banco, André Laport Ribeiro, ser acusado pelo Ministério Público de desviar R$28 milhões para a mulher de Ricardo Teixeira, em caso revelado pela Folha de S. Paulo e que envolveu também Sandro Rossell, presidente do Barcelona como apurado pela Veja, André que era um dos principais executivos da mesa do Banco foi demitido sendo substituído pelo economista Paulo Leme, que atuava como chairman do grupo no Brasil, se tornou presidente em Setembro de 2014. Após a fraude André montou com James Oliveira ex-sócio do Banco BTG Pactual a gestora Vinland em São Paulo.